# Syncrolift
Syncrolift AS est une entreprise américaine, fournisseur d’équipements de manutention navale pour les chantiers navals. Elle fabrique l’ascenseur à bateaux Syncrolift.

## Ascenseur à bateaux
L’ascenseur à bateaux Syncrolift est un équipement permettant de soulever des bateaux sur terre pour des travaux d’entretien ou de réparation et de les ramener à l’eau.
Le navire est manœuvré jusque sur un berceau immergé, qui est ensuite soulevé par un ensemble de treuils synchronisés. Le navire peut être réparé sur place ou déplacé à l’intérieur des terres.
Les plus grands ascenseurs peuvent soulever des navires jusqu’à 100 000 tonnes. En raison de cette capacité, les ascenseurs à navires ont presque complètement supplanté les anciens systèmes de cale sèche, dont la plupart ne pouvaient accueillir qu’un seul navire à la fois.

## Histoire
L’ascenseur à bateaux Syncrolift a été inventé au milieu des années 1950 par Raymond Pearlson alors qu’il travaillait comme ingénieur en chef pour Merrill Stevens, un petit chantier naval de Miami. En 1958, il a créé Pearlson Engineering Company (PECO) pour développer son invention.
En 1979, PECO est rachetée par le groupe d’ingénierie britannique Northern Engineering Industries (NEI). PECO est devenu NEI Syncrolift, et plus tard une partie de Rolls-Royce. Jusqu’en 2015, Rolls-Royce a développé l’ascenseur à bateaux moderne Syncrolift.
En 2002, Raymond Pearlson a reçu le prix Elmer A. Sperry pour « l’invention, le développement et la mise en œuvre à l’échelle mondiale d’un nouveau système pour soulever les navires hors de l’eau pour les réparer et pour lancer la construction de nouveaux navires ». 